# Kathrin Schmidt
Kathrin Schmidt (Gotha, 12 marzo 1958) è una scrittrice e poetessa tedesca, vincitrice del Meraner Lyrikpreis nel 1994, e del Deutscher Buchpreis nel 2009 per il romanzo Tu non morirai (ted. Du stirbst nicht, letter. = Tu non stai morendo).

## Opere tradotte in italiano
- A nord dei ricordi (Die Gunnar-Lennefsen-Expedition, 1998), Torino, Einaudi, 2001 traduzione di Anna Ruchat ISBN 88-06-15366-8.
- Tu non morirai (Du stirbst nicht, 2009), Rovereto, Keller, 2012 traduzione di Franco Filice ISBN 978-88-89767-33-7.